# Liechtensteiner-Cup 2015-2016
La Liechtensteiner-Cup 2015-2016, nota come FL1 Aktiv-Cup 2015-2016 per ragioni di sponsorizzazione, è stata la 71ª edizione della coppa nazionale del Liechtenstein, iniziata il 25 agosto 2015 e terminata il 4 maggio 2016 con la finale. Il Vaduz si è confermato campione in carica per il quarto anno consecutivo.

## Date
| Turno            | Data                           |
| ---------------- | ------------------------------ |
| Primo turno      | 25-26 agosto 2015              |
| Secondo turno    | 15-16-30 settembre 2015        |
| Quarti di finale | 27 ottobre e 3-4 novembre 2015 |
| Semifinali       | 5-6 aprile 2016                |
| Finale           | 4 maggio 2016                  |

## Squadre partecipanti
Tutte le 17 squadre partecipanti giocano nel campionato svizzero di calcio.
| Super League (primo livello) | 1ª Lega (quarto livello) | 2ª Lega (sesto livello) | 3ª Lega (settimo livello)             | 4ª Lega (ottavo livello)                   | 5ª Lega (nono livello)                                            |
| Vaduz                        | Balzers Eschen/Mauren    | Triesen Vaduz II        | Balzers II Ruggell Schaan Triesenberg | Eschen/Mauren II Schaan Azzurri Triesen II | Balzers III Eschen/Mauren III Ruggell II Schaan II Triesenberg II |

## Primo turno
| Squadra 1      | Risultato | Squadra 2        |
| -------------- | --------- | ---------------- |
| 25 agosto 2015 |           |                  |
| Triesen II     | 1 - 3     | Balzers II       |
| Balzers III    | 0 - 6     | Schaan           |
| Triesenberg II | 0 - 5     | Eschen/Mauren II |
| 26 agosto 2015 |           |                  |
| Triesen        | 1 - 4     | Balzers          |
| Schaan Azzurri | 0 - 3     | Ruggell          |

## Secondo turno
Al secondo turno accedono le cinque squadre vincitrici il primo turno e le tre squadre ammesse direttamente al secondo turno (Eschen/Mauren II, Ruggell II e Schaan III).
| Squadra 1         | Risultato      | Squadra 2        |
| ----------------- | -------------- | ---------------- |
| 15 settembre 2015 |                |                  |
| Ruggell II        | 3 - 0          | Eschen/Mauren II |
| 16 settembre 2015 |                |                  |
| Schaan            | 4 - 2 (d.t.s.) | Balzers          |
| 30 settembre 2015 |                |                  |
| Eschen/Mauren III | 1 - 4          | Balzers II       |
| Schaan II         | 0 - 3          | Ruggell          |

## Quarti di finale
Ai quarti di finale accedono le quattro squadre vincenti il secondo turno e le quattro semifinaliste dell'edizione 2014-2015 (Eschen/Mauren, Triesenberg, Vaduz e Vaduz II).
| Squadra 1       | Risultato      | Squadra 2     |
| --------------- | -------------- | ------------- |
| 27 ottobre 2015 |                |               |
| Ruggell II      | 0 - 6          | Eschen/Mauren |
| 3 novembre 2015 |                |               |
| Ruggell         | 0 - 4          | Vaduz         |
| 4 novembre 2015 |                |               |
| Balzers II      | 1 - 0          | Vaduz II      |
| Schaan          | 3 - 2 (d.t.s.) | Triesenberg   |

## Semifinali
| Squadra 1     | Risultato                   | Squadra 2 |
| ------------- | --------------------------- | --------- |
| 5 aprile 2016 |                             |           |
| Eschen/Mauren | 1 - 2                       | Vaduz     |
| 6 aprile 2016 |                             |           |
| Balzers II    | 2 - 2 (d.t.s.) (3-5 d.t.r.) | Schaan    |

## Finale
| Arbitro: | Nikolaj Hänni |

| |           |  |
| Caballero 11’, 13’, 45’, 78’ Avdijaj 20’ Borgmann 30’ Messaoud 43’ Sutter 68’, 85’ Schürpf 81’ Hasler 90’ | Marcatori |  |